# Сохатинка (приток Нижней)
Сохатинка — река в России, протекает по Бирилюсскому району Красноярского края. Устье реки находится в 29 км по правому берегу реки Нижняя. Длина реки составляет 13 км.

## Данные водного реестра
По данным государственного водного реестра России относится к Верхнеобскому бассейновому округу, водохозяйственный участок реки — Кеть, речной подбассейн реки — бассейн притоков (Верхней) Оби от Чулыма до Кети. Речной бассейн реки — (Верхняя) Обь до впадения Иртыша.